# Герцог, Хаим
Ха́им Ге́рцог (ивр. חיים הרצוג‎, англ. Chaim Herzog; 17 сентября 1918, Белфаст — 17 апреля 1997, Иерусалим) — израильский государственный деятель, занимавший на протяжении своей карьеры важные государственные посты: был послом при ООН и 6-м президентом Израиля. Отец нынешнего президента Израиля Ицхака Герцога.

## Биография
Хаим родился в Белфасте в семье главного раввина Северной Ирландии Ицхака Айзика Герцога. Бабушка и дедушка Хаима Герцога жили и похоронены в литовском городе Шедува. Начал учёбу в дублинском Уэсли-колледже. В 1936 году отец Хаима был назначен главным раввином Палестины (бывшей на тот момент подмандатной британской территорией), и переехал туда со всей семьёй.
По прибытии в Палестину Хаим вступил в подпольную еврейскую военизированную организацию Хагана. Затем вернулся в Великобританию, где окончил Университетский колледж Лондона, получив степень бакалавра.
По окончании учёбы вступил в британскую армию, и воевал в её составе во время Второй мировой войны, пройдя все основные этапы боёв, включая высадку в Нормандии. В звании майора он командовал подразделением в гвардейской танковой дивизии. В начале 1945 года был переведен на службу в военную разведку, руководил разведкой в Северной Германии, принимал участие в освобождении ряда концлагерей. Руководил операцией по розыску и установлению личности рейхсфюрера СС Генриха Гиммлера. После окончания войны также принимал участие в судебных процессах над нацистскими преступниками. 
В 1945 году вернулся в Палестину и заново вступил в Хагану. Участвовал в создании армии будущего государства, и был среди основателей её разведывательной службы. Участвовал в Войне за независимость, в том числе в боях за Латрун.
В 1962 году покинул армию и затем стал одним из основателей юридической фирмы «Герцог, Фокс и Неэман».
Во время Шестидневной войны 1967 года был назначен первым главой военной администрации в Иудее и Самарии.
С 1975 по 1978 год был израильским послом в ООН. Когда ООН объявила сионизм формой расизма, вышел на трибуну и демонстративно порвал документ с этим решением. Его речь по этому поводу на Генеральной Ассамблее ООН 10 ноября 1975 года включена в антологию лучших речей в истории человечества.
В 1983 году избран 6-м президентом Израиля. Старался не вмешиваться в политику и не пытался выйти за рамки своих полномочий. В 1988 году переизбран на второй срок.
В 1993 году ушёл на пенсию. Умер в 1997 году в Иерусалиме. Похоронен на Горе Герцля в Иерусалиме.

## Публикации
- Хаим Герцог. Арабо-израильские войны, 1967-1973. — АСТ, 2004. — 416 с. — (Военно-историческая библиотека). — ISBN 5-17-021658-0.
- Хаим Герцог. ОПЕРАЦИЯ «МИР ГАЛИЛЕЕ» // Арабо-израильские войны, 1967—1973 / Новости ПРО-ПВО (Военно-историческая библиотека). — М: «Издательство ACT»; СПб.: Terra Fantastica, 2004. — 409с.: ил. с. — ISBN 5-17-021658-0 5-17-021658-0. Архивировано 23 октября 2011 года.